# Kraftwerksgruppe Zemm-Ziller

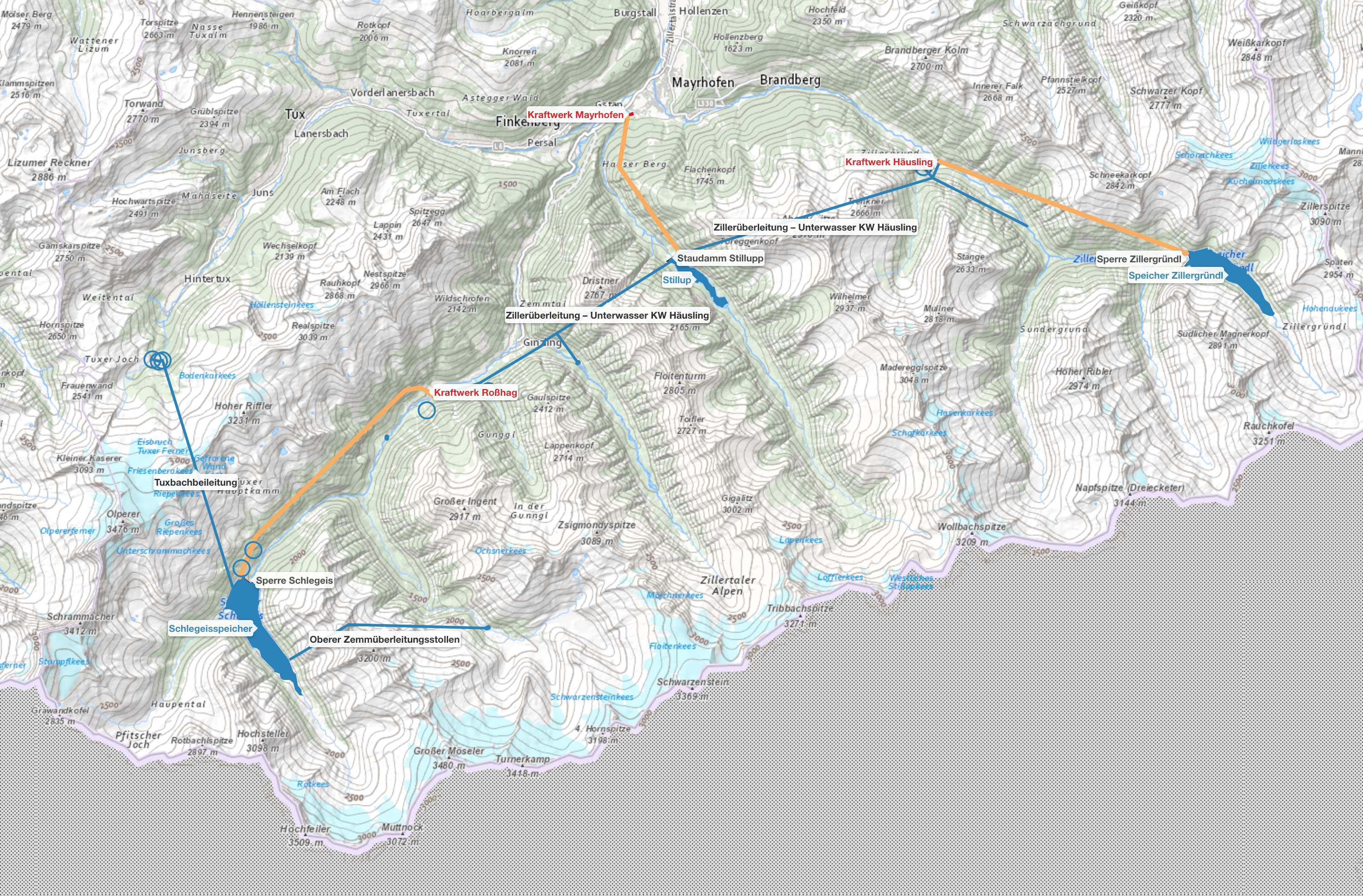
Lageplan: Staudämme; Kraftwerke; Triebwasserwege; Beileitungen

Die Kraftwerksgruppe Zemm-Ziller wird von der Verbund AG / Verbund Hydro Power GmbH (ehemalige Tauernkraftwerke AG) betrieben und besteht aus zwei Oberstufen, den Pumpspeicherkraftwerken Roßhag und Häusling mit den Speicherseen Schlegeisspeicher und Speicher Zillergründl und der Hauptstufe Mayrhofen mit dem Speicher Stillup. Der Speicher Stillup ist der Stausee des Kraftwerks Mayrhofen, gleichzeitig dient er den Oberstufen-Pumpspeicherkraftwerken Roßhag und Häusling als Entnahmestausee.
Zusammen mit den Kraftwerken Gunggl, Bösdornau und Tuxbach hat die Kraftwerksgruppe Zemm-Ziller eine Leistung von 965 MW zuzüglich 600 MW der Pumpen in den Kraftwerken Roßhag und Häusling. Sie verfügt also über eine Leistungsspanne von mehr als 1500 MW und ist damit die leistungsstärkste Speicherkraftwerksgruppe in Österreich.

## Kraftwerk Roßhag und Schlegeisspeicher
Das Wasser des Schlegeisspeichers fließt in einem 7,8 Kilometer langen Stollen zum Kraftwerk, und nach der Stromerzeugung weiter zum Stillup-Speicher.

### Sperre Schlegeisspeicher
Der Schlegeisspeicher liegt auf 1782 m (Stauziel), er bedeckt ca. 2 km² des Schlegeisgrunds (alt Schlögeisgrund).
1965 begannen die Tauernkraftwerke AG mit dem Bau der Sperre Schlegeisspeicher. Am 17. Juli 1970 startete der erste Teilaufstau, der 1973 im Stauziel (Vollaufstau) abgeschlossen war.
Das Sperrwerk ist als doppeltgekrümmte Bogengewichtsmauer ausgeführt und wird von einem Messsystem mit rund 700 Messstellen überwacht. Das Wasser des Schlegeisspeichers fließt durch einen 7,8 Kilometer langen Triebwasserstollen zum Kraftwerk Roßhag und nach der Stromerzeugung durch einen 8,6 Kilometer langen Stollen weiter zum Stillupspeicher.
Die alte Dominikushütte ist heute vom Speichersee überflutet. Die im Zamser Grund liegende Schutzhütte wurde 1883 von der Sektion Prag des DuOeAV erbaut. Als Ersatz bauten die Tauernkraftwerke ein wesentlich größeres Bauwerk in zweigeschoßiger Bauweise in höherer Lage, die neue Dominikushütte (1805 m ü. A.).
Am Schlegeisspeicher wurde 1971 beim Zamser Gatterl von den Tauernkraftwerken eine Barbarakapelle zur Erinnerung an die 21 Todesopfer errichtet, die beim Bau zu beklagen waren. Die von Elmar Kopp geschaffene Gedenktafel listet die Namen der Verunglückten und zeigt die Darstellung eines Arbeitsunfalles.
Der Klettersteig Schlegeis131, mit 1260 Bohrungen für Griffe, Tritte und Sicherungen in die Staumauer gesetzt, wurde am 25. Juni 2016 von Peter Habeler per Durchstieg eröffnet. Er soll nach Eigenaussage der weltweit erste Steig an einer Staumauer sein. Die Trittbügel bestehen aus geripptem Baustahl, darüber verläuft das fixe Sicherungs-Stahlseil. Der 200 m lange Steig weist zwei Varianten mit unterschiedlichem Schwierigkeitsgrad auf. Die Abseilplattform wird erst fertiggestellt. Erhalter sind Tourismusverband Mayrhofen-Hippach und Verbund AG.
Die Staumauer ist mit 725 m Kronenlänge die längste der Verbund AG. In der Mauer finden von Juni bis Oktober Führungen statt.
1993 wurde eine Forschungsarbeit an der TU Wien und der Forschungsanstalt Arsenal (Wien) berichtet, die das Schwingungsverhalten (Resonanzen, Dämpfung bei 1–10 Hz Anregungsfrequenz) der Mauer erstmals bei unterschiedlichen Wasserständen im Stausee analysierten.

### Alpenstraße Schlegeis
Als Fortsetzung der Zillertalstraße B 169 ab Ginzling führt eine gut ausgebaute, 16 km lange für Motorverkehr mautpflichtige Panoramastraße zum Stausee. Die Straße ist teilweise durch ampelgeregelte einspurige Tunnels geführt und nur für Fahrzeuge bis 3,60 m Höhe von etwa Mitte Mai bis 26. Oktober befahrbar. Auch die Buslinie zwischen Mayrhofen und dem Schlegeisspeicher verkehrt hier. Die Mautstelle ist in der Nähe des Gasthofes Breitlahner. Sie wird von der Verbund Tourismus GmbH betrieben.
Die Gegend am Schlegeisspeichersee ist ein gutes Wandergebiet und Ausflugsziel. Von der Bushaltestelle und den Parkplätzen aus können Spaziergänge und alpine Touren unternommen werden. Ziele für Bergwanderer sind z. B. das Pfitscher-Joch-Haus auf der italienischen Seite des an der Grenze liegenden Pfitscher Joches, die Olpererhütte unterhalb des Olperer (3476 m), das Friesenberghaus (2498 m) in der Nähe von Friesenbergsee und Friesenbergscharte oder das Furtschaglhaus.

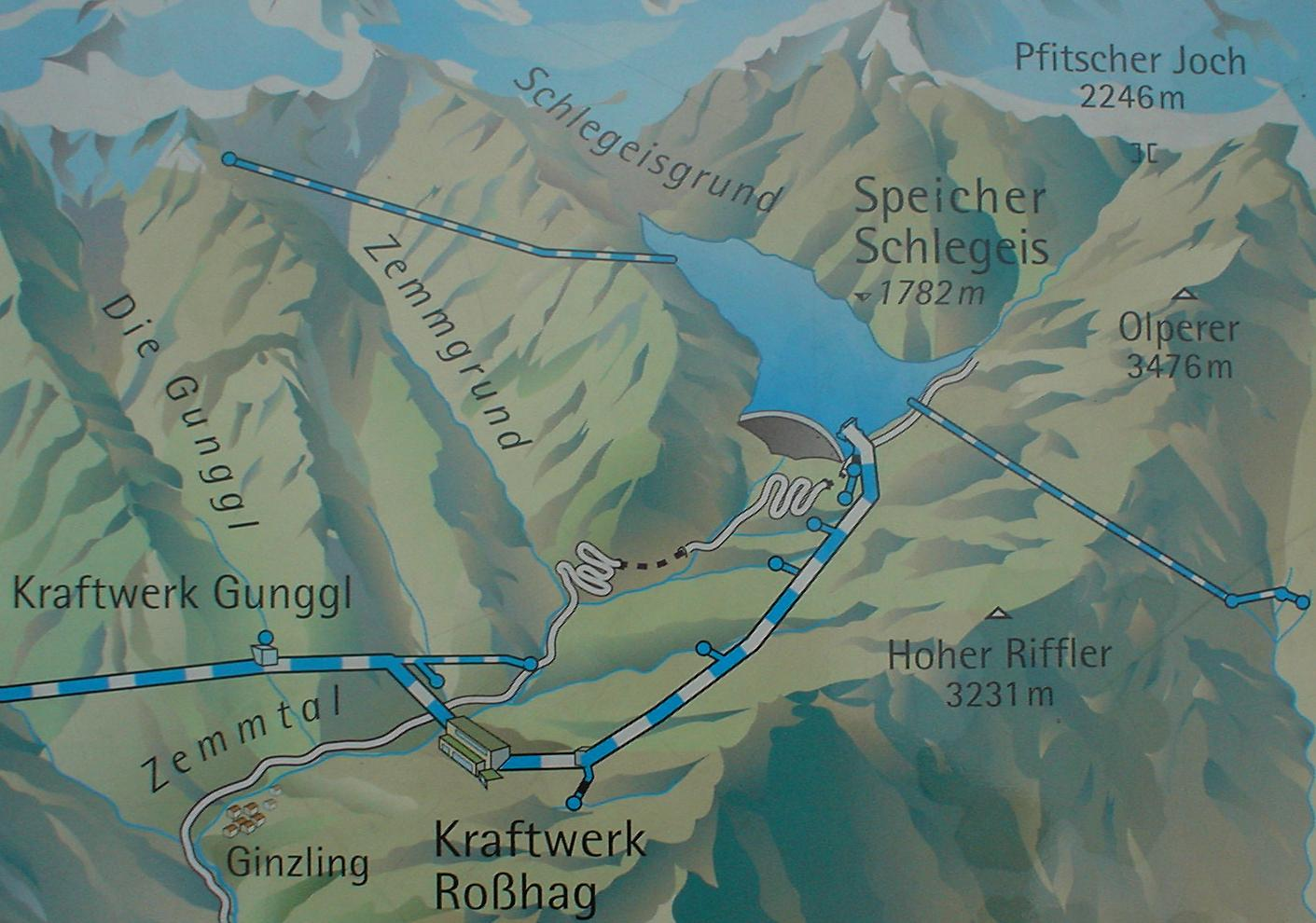
Übersicht
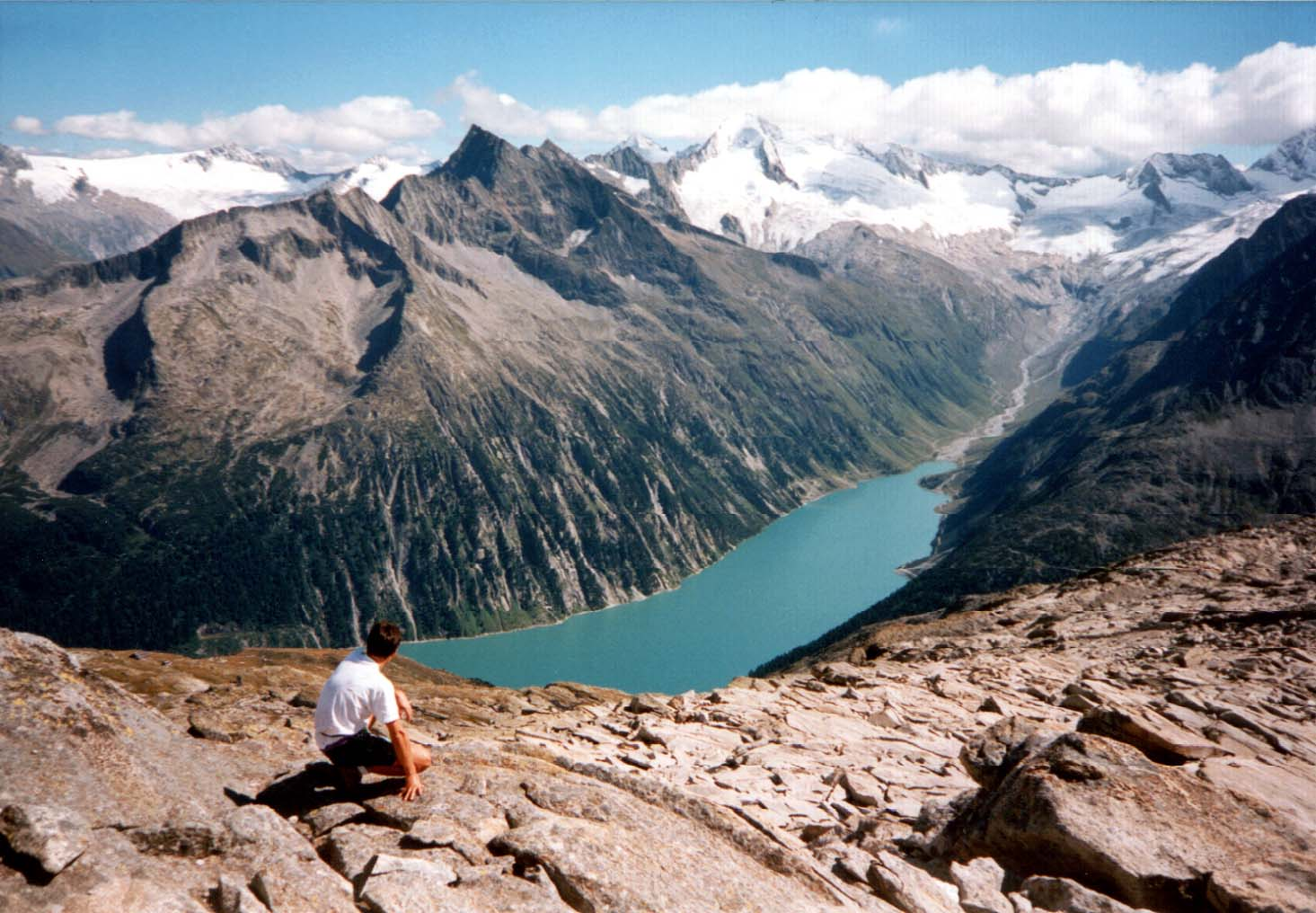
Blick auf den Schlegeisspeicher
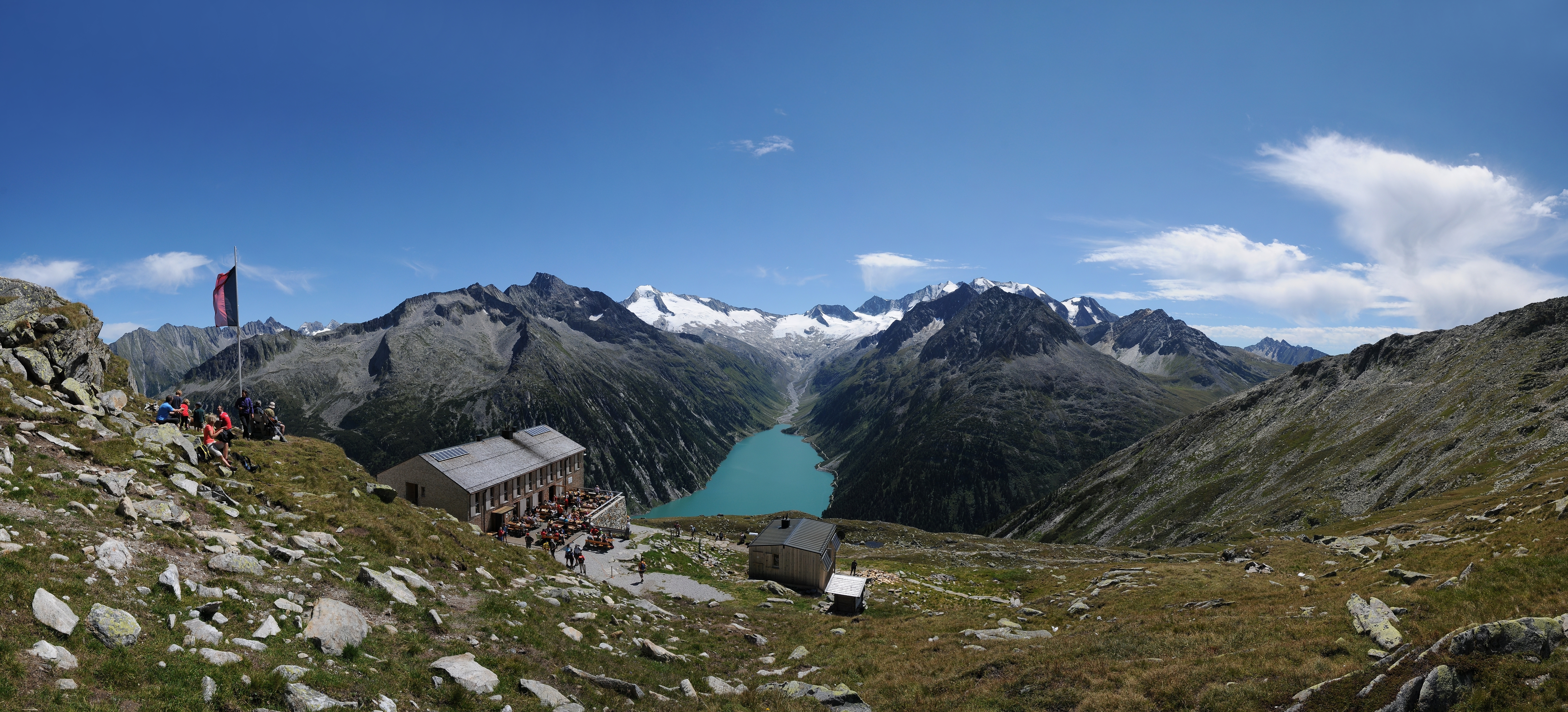
Blick von der Olperer Hütte
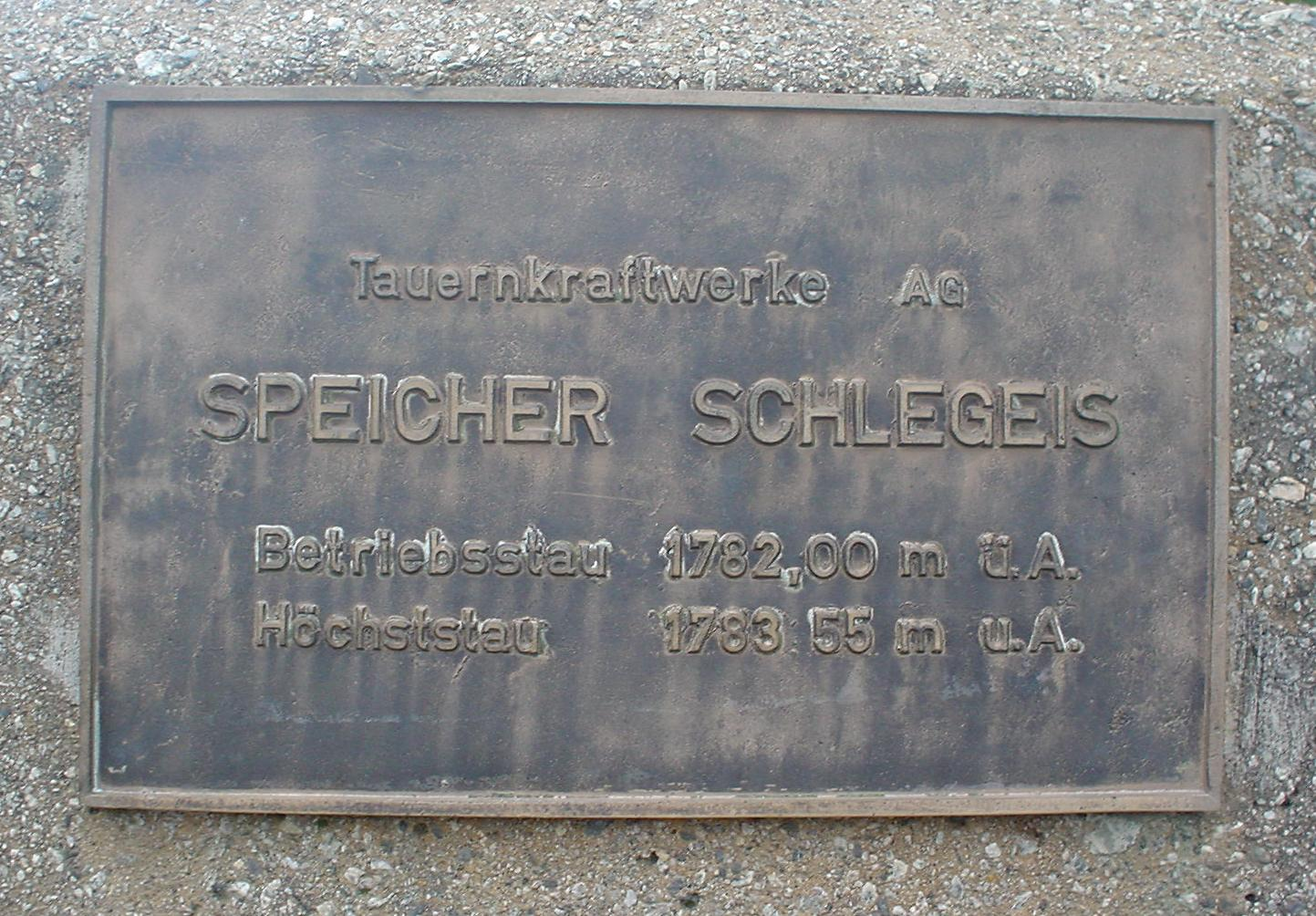
Gründungstafel (... Höchststau 1783,55 m)
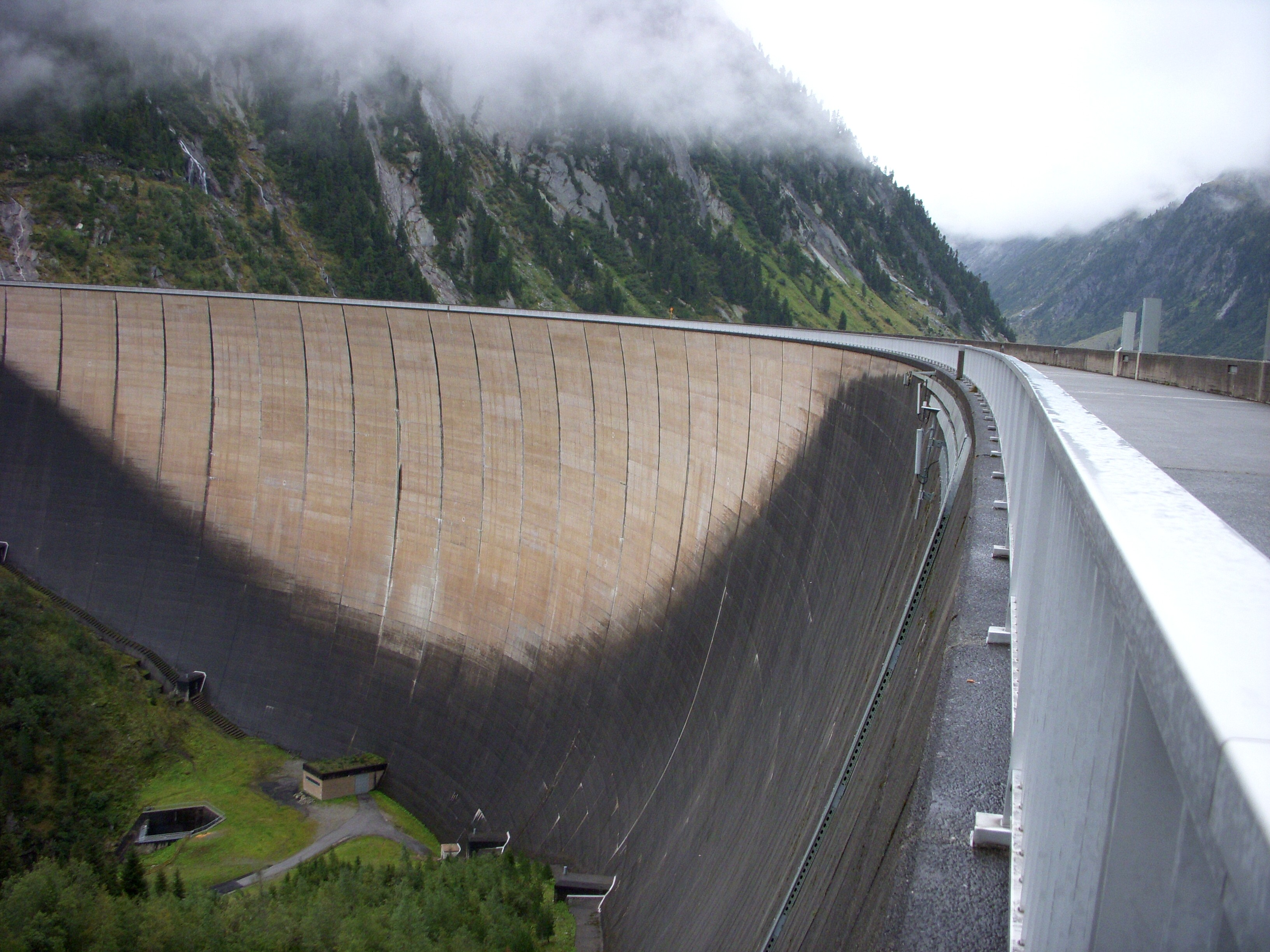
Schlegeissperre, Staumauer (unberegnete Fläche hell)
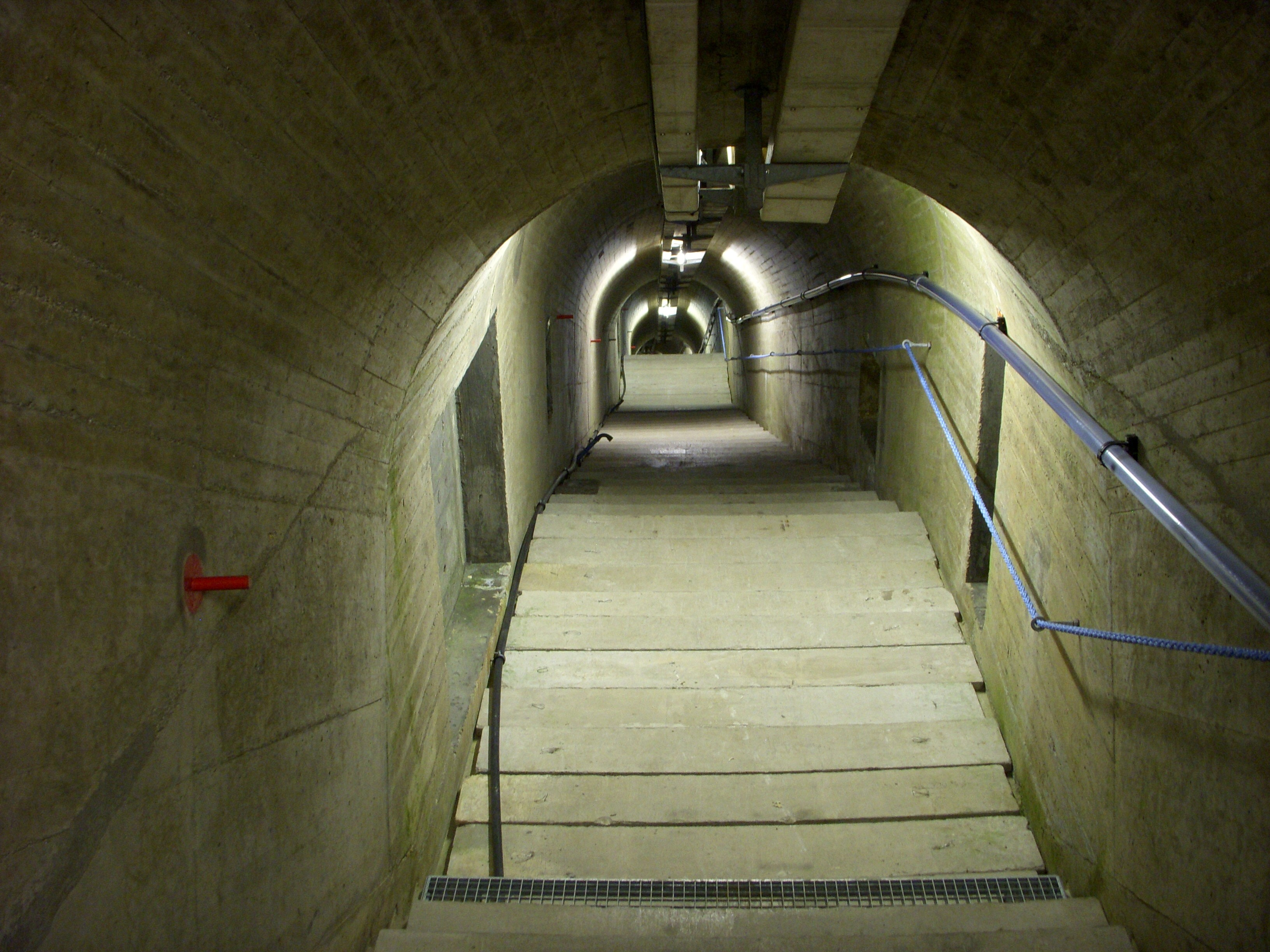
Kontrollgang im Inneren der Staumauer
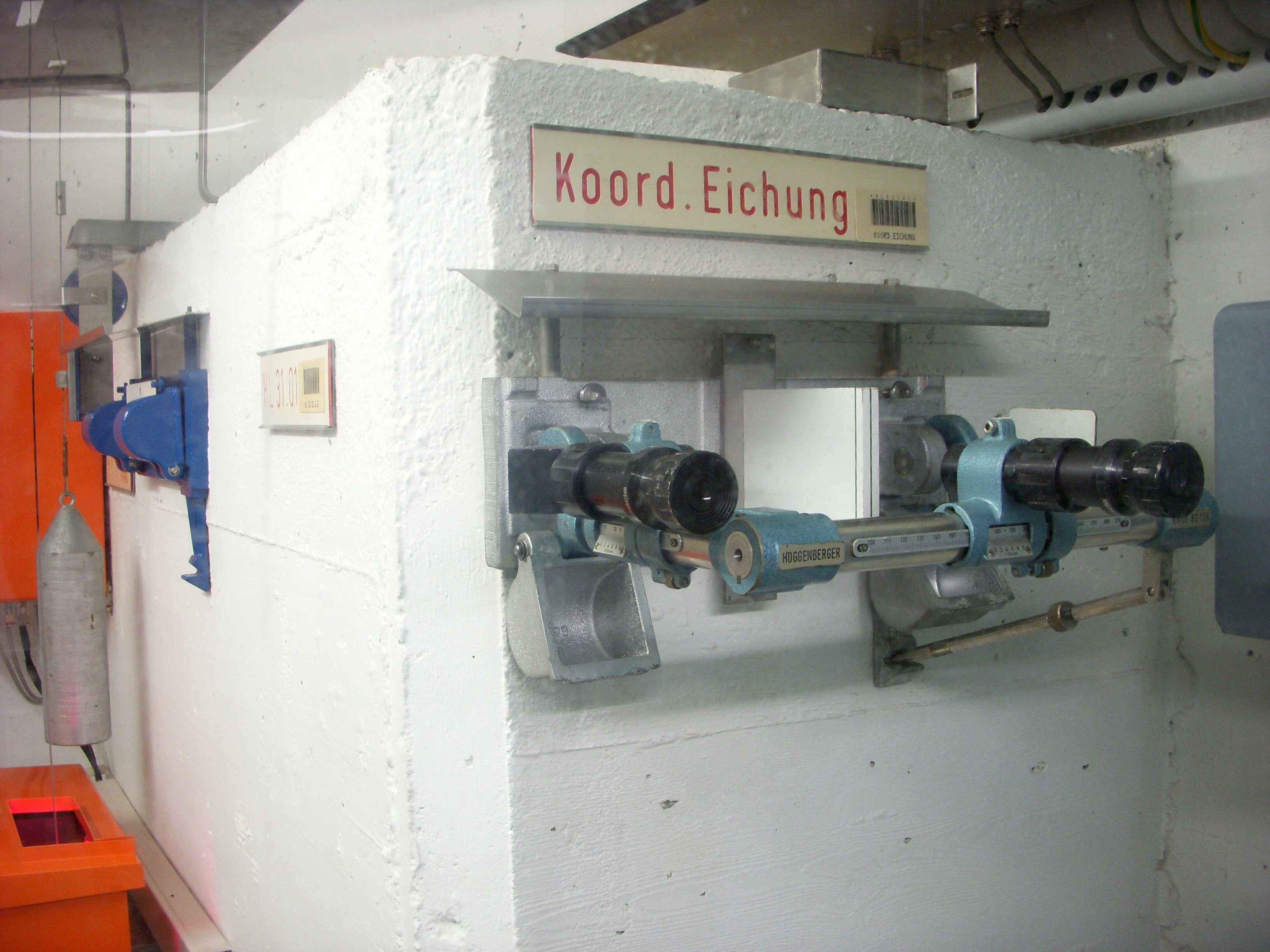
Visierokulare zum Lot zur Neigungsmessung in der Staumauer
Dominikushütte um 1920
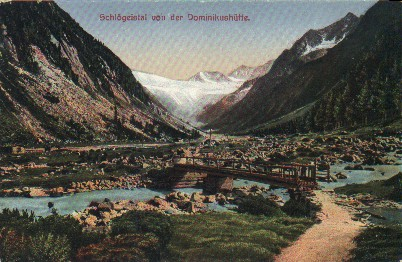
Blick in den Schlegeisgrund um 1900
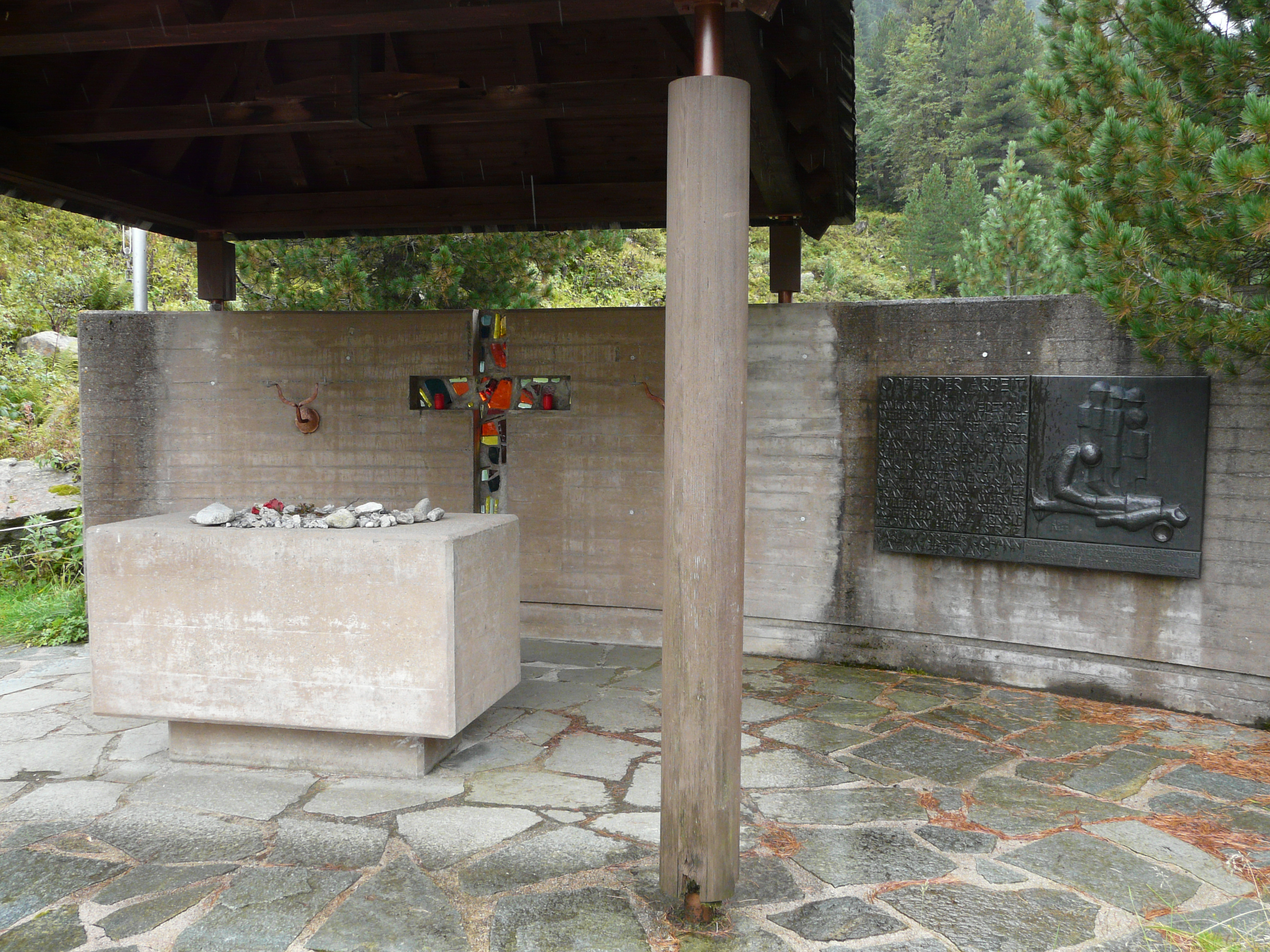
Barbarakapelle

## Kraftwerk Häusling und Speicher Zillergründl
Der hintere Teil des Zillergrundes wird Zillergründl genannt. Hier dehnt sich der Stausee des Speichers Zillergründl aus. Das Wasser strömt durch einen 7,6 km langen Stollen vom Speicher zum Kraftwerk Häusling und danach durch einen 8,5 km langen Stollen zum Stillup Speicher. Das 64 Meter hohe Krafthaus wurde 40 m tief in einen Felshang eingebaut, sodass nur rund ein Drittel des Gebäudes über dem Gelände sichtbar ist.

### Sperre Zillergründl
1980 wurde mit dem Bau der Sperre Zillergründl begonnen. Das Sperrwerk ist als doppeltgekrümmte Bogengewichtsmauer ausgeführt. Das Wasser des Speichers fließt durch einen 8,6 Kilometer langen Triebwasserstollen zum Kraftwerk Häusling und nach der Stromerzeugung durch einen 7,8 Kilometer langen Stollen weiter zum Speicher Stillup.
Erreichbar ist der Speichersee über eine 18 km lange Mautstraße, die für den regulären Autoverkehr ab dem Gasthof Bärenbad (km 14) gesperrt ist, von hier aus ist die Staumauer nur mit dem Linienbus oder Rad (durch 2 Tunnels) erreichbar (km 18).
Die Sperre war Drehort für viele Serien (etwa Medicopter 117 – Jedes Leben zählt).

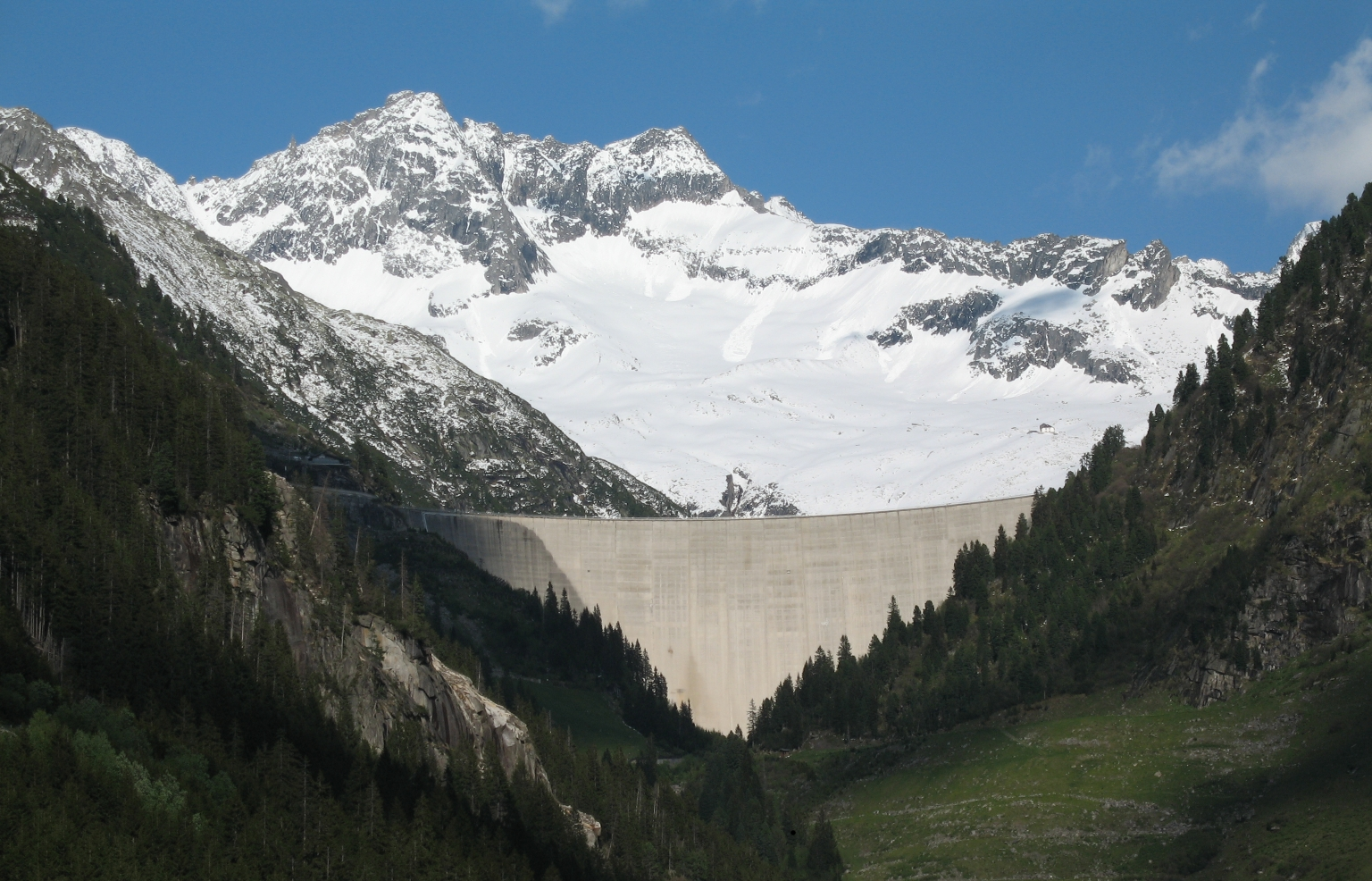
Zillergründl Staumauer
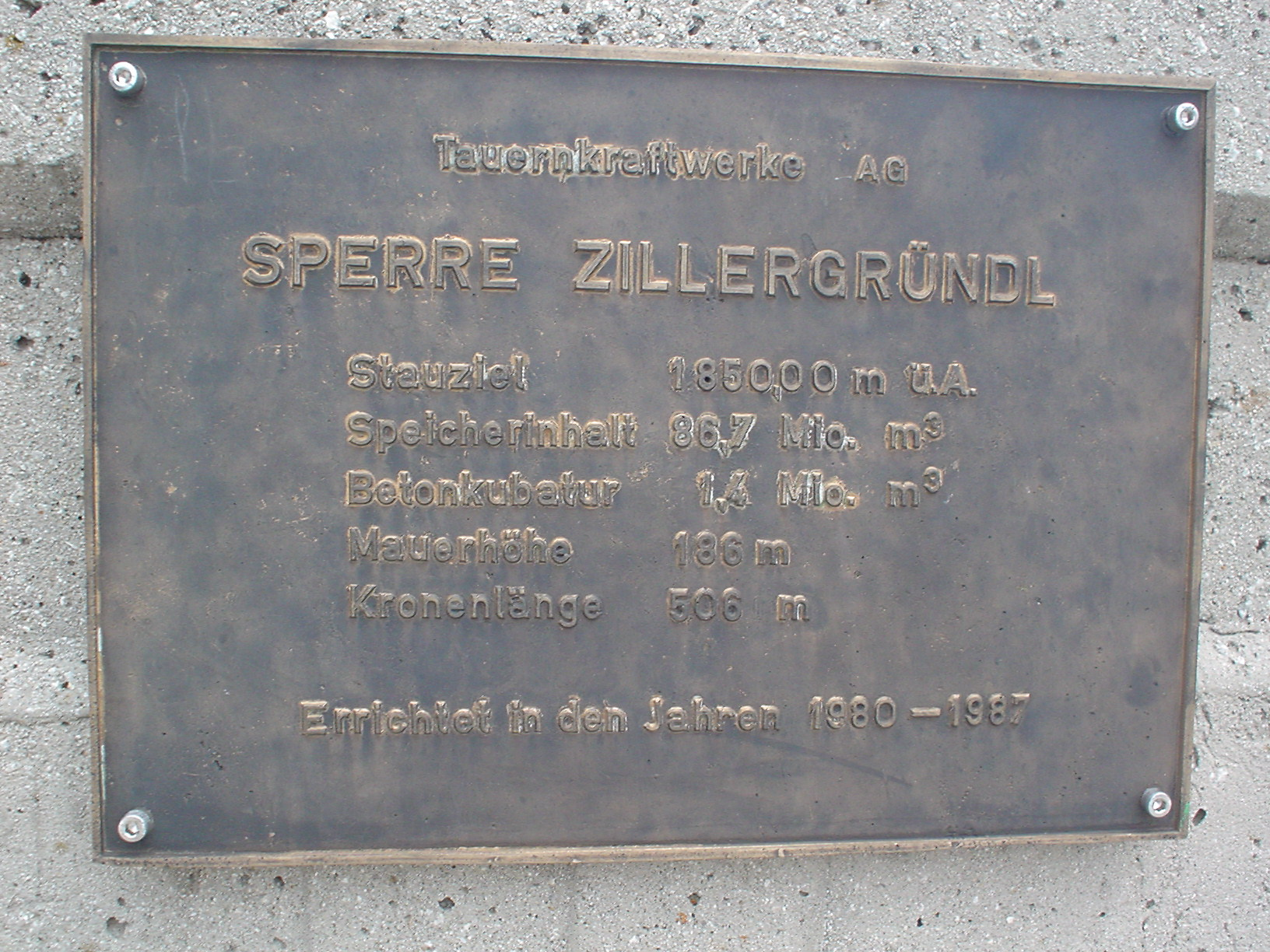
Gründungstafel

## Kraftwerk Mayrhofen und Speicher Stillup
Das bereits in den Kraftwerken Häusling und Roßhag genutzte Wasser wird in den Speicher Stillup am Stillupbach geleitet. Von hier aus gelangt es zum 470 m tiefer gelegenen Kraftwerk Mayrhofen. Als Abschlussbauwerk wurde ein Damm mit einem zentralen Dichtungskern aus Asphaltbeton errichtet. Die Dichtheit von Damm und Untergrund wird mit einem umfangreichen Messsystem überwacht.

### Sperre Stillup
Die Sperre Stillup ist ein 28 m hoher und 480 m langer Erddamm mit einem Dichtungskern aus Asphaltbeton. Die Dichtheit des Dammes wird von zahlreichen Messstellen rund um den Damm kontrolliert. Die Ergebnisse werden in die Zentrale Mayrhofen weitergeleitet.

## Kraftwerk Gunggl
Das Wasser des Gungglbaches (bei Mayrhofen-Rauth) wird bei der Gungglalm über einen Pufferspeicher und einen 200 m langen Stollen zum Kleinwasserkraftwerk Gunggl geleitet. Der erzeugte Strom wird zur Eigenbedarfsdeckung der Kraftwerksgruppe eingesetzt.

## Kraftwerk Bösdornau
Das Kraftwerk in Bösdornau nutzt das abgeleitete Wasser des Tuxbaches und Zemmbaches, das über einen 840 m langen Stollen vom Zwischenkraftwerk Tuxbach kommt, und das Wasser des Stillupbaches, das über einen 680 m langen Stollen zum Kraftwerk geleitet wird.

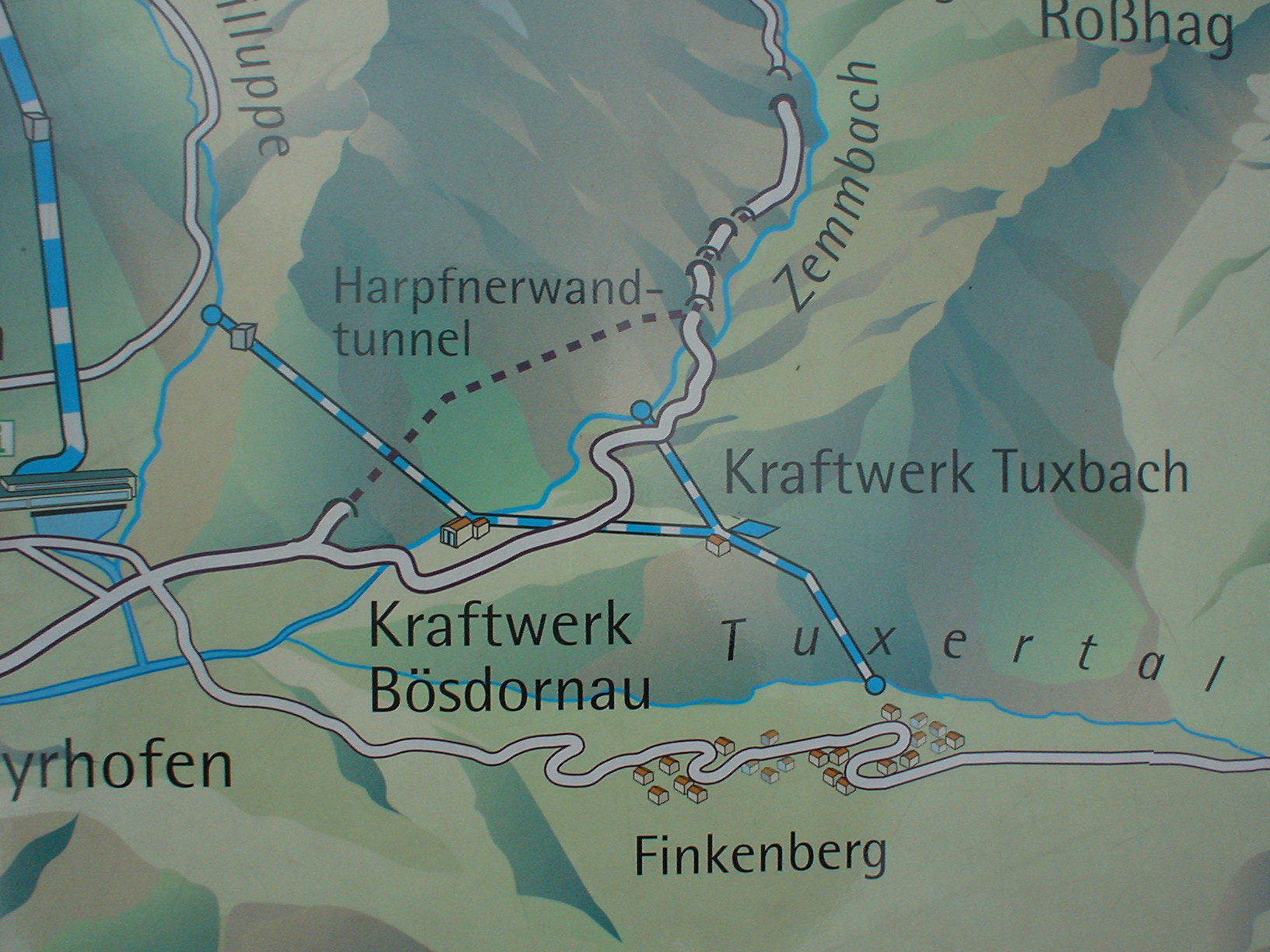
Kraftwerk Bösdornau Übersicht

## Kraftwerk Tuxbach
Der Tuxbach musste aus geologischen Gründen um 20 Meter höher als der Zemmbach abgeleitet werden, diese Gefällsdifferenz nutzt das Zwischenkraftwerk Tuxbach. Es liegt bei Dornau oberhalb von Bösdornau. Außerdem bekommt es eine Zuleitung von der Zemmbach-Ausleitung unterhalb vom Gasthof Karlsteg.